# NGC 5198
NGC 5198 est une galaxie elliptique située dans la constellation des Chiens de chasse. Sa vitesse par rapport au fond diffus cosmologique est de 2 694 ± 13 km/s, ce qui correspond à une distance de Hubble de 39,7 ± 2,8 Mpc (∼129 millions d'al). NGC 5198 a été découverte par l'astronome germano-britannique William Herschel en 1787.
À ce jour, sept mesures non basées sur le décalage vers le rouge (redshift) donnent une distance de 49,671 ± 14,918 Mpc (∼162 millions d'al), ce qui est à l'intérieur des valeurs de la distance de Hubble. Notons que c'est avec la valeur moyenne des mesures indépendantes, lorsqu'elles existent, que la base de données NASA/IPAC calcule le diamètre d'une galaxie et qu'en conséquence le diamètre de NGC 5198 pourrait être d'environ 24,2 kpc (∼78 900 al) si on utilisait la distance de Hubble pour le calculer.

## Groupe de NGC 5198
NGC 5198 est la galaxie la plus brillante d'un groupe de galaxies qui porte son nom. Le groupe de NGC 5198 compte au moins quatre membres. Les trois autres galaxies du groupe sont NGC 5169, NGC 5173 et UGC 8597.